# John de Robeck
John Michael de Robeck, né le 10 juin 1862 à Naas en Irlande et mort le 20 janvier 1928 à Londres, est un officier de marine britannique qui s'illustra pendant la Première Guerre mondiale. Il termina sa carrière avec le grade d'amiral de la flotte.
Entré très jeune dans la Royal Navy, de Robeck passa par tous les grades subalternes et obtint le commandement de son premier navire en 1897. Nommé contre-amiral, il commanda en 1915 les forces navales alliées engagées dans la bataille des Dardanelles. Sa tentative de passage en force du détroit le 18 mars ne fut pas loin de réussir, les défenses terrestres turques étant presque à court de munitions, mais la perte de trois cuirassés alliés coulés par des mines obligea de Robeck à interrompre les opérations. L'offensive terrestre qui s'ensuivit se solda également par un échec et il supervisa le rembarquement du corps expéditionnaire au début de l'année 1916. 
De Robeck occupa par la suite des responsabilités importantes au sein de la Grand Fleet. Après la guerre, il devint commandant en chef de la flotte de Méditerranée puis de la flotte de l'Atlantique.

## Biographie

### Du cadet au contre-amiral
John Michael de Robeck naquit le 10 juin 1862 à Naas en Irlande. Il était le fils de John Henry Edward Fock, 4e baron de Robeck — un membre de la noblesse suédoise — et de Zoë Sophia Charlotte Fock (née Burton). Il entra comme cadet dans la Royal Navy à bord du navire-école HMS Britannia le 15 juillet 1875. Promu aspirant le 27 juillet 1878, il fut incorporé ce même mois à la frégate HMS Shannon dans l'escadre de la Manche puis sur le navire-école d'artillerie HMS St Vincent en rade de Portsmouth en avril 1882. Il obtint ensuite le grade de sous-lieutenant le 27 juillet suivant et rejoignit le navire-école HMS Excellent au mois d'août, avant d'être transféré sur la canonnière HMS Espoir opérant dans les eaux chinoises en août 1883.
Après son élévation au grade de lieutenant le 30 septembre 1885, il fut muté au début de l'année 1886 sur le cuirassé HMS Audacious, portant la marque du commandant en chef des forces navales britanniques en Chine, puis sur le brick HMS Seaflower en mars 1887 et enfin sur le cuirassé HMS Agincourt, navire amiral de l'escadre de la Manche, en novembre de la même année. En septembre 1888, il fut affecté à l'état-major du HMS Britannia, qu'il quitta en janvier 1891 pour passer sur le croiseur cuirassé HMS Imperieuse, navire amiral de l'escadre de Chine. Il retourna finalement sur le Britannia en août 1893.
En novembre 1895, de Robeck devint officier d'artillerie sur la corvette HMS Cordelia opérant dans la station d'Amérique du Nord et des Antilles ; à la suite de sa nomination au grade de commander — l'équivalent de capitaine de frégate — le 22 juin 1897, il prit le commandement du destroyer HMS Desperate en rade de Chatham le mois suivant. Il commanda ensuite les destroyers HMS Angler (juillet 1898) et HMS Mermaid (juin 1899). Un an plus tard, il embarqua en qualité d'officier à bord du croiseur HMS Pyramus qui servait dans la flotte de Méditerranée.
Nommé capitaine le 1er janvier 1902, de Robeck fut désigné en juillet de la même année pour commander le HMS Warrior, un navire-dépôt stationné à Portsmouth. Il fut affecté sur le HMS Hercules pour une courte période durant l'été 1902 le temps que les travaux de modernisation entrepris sur le Warrior soient achevés. Quelque temps plus tard, en août 1906, il devint commandant du croiseur cuirassé HMS Carnarvon en Méditerranée, puis commandant du cuirassé HMS Dominion dans la Manche en janvier 1908 ainsi qu'inspecteur dans les établissements de formation pour garçons en janvier 1910. Il reçut les insignes de contre-amiral le 1er décembre 1911 et fut nommé en avril 1912 amiral des Patrouilles, avec sous ses ordres quatre flottilles de destroyers.

### Première Guerre mondiale
En août 1914, alors que la Première Guerre mondiale venait tout juste d'éclater, de Robeck fut mis à la tête de la 9e escadre de croiseurs, installant sa marque sur le croiseur protégé HMS Amphitrite. C'est à ce poste qu'il s'empara des paquebots allemands SS Schleisen et SS Graecia,.

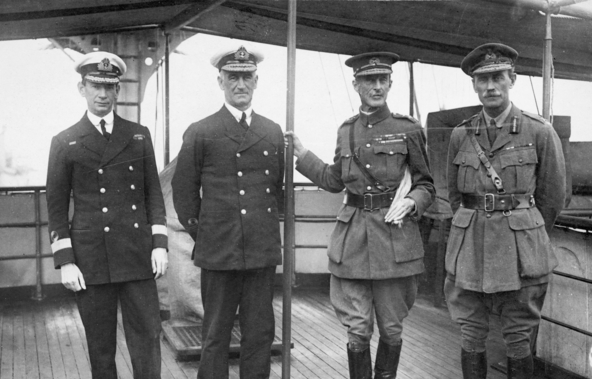
Le commandement britannique aux Dardanelles en 1915. De gauche à droite : Roger Keyes, de Robeck, Ian Hamilton et Walter Braithwaite.

En février 1915, de Robeck fut nommé commandant en second de l'escadre de Méditerranée orientale sous les ordres de l'amiral Sackville Carden. Le cuirassé HMS Vengeance portait sa marque. Carden, ayant reçu l'ordre de forcer le détroit jusqu'à Constantinople, effectua une première tentative le 19 février qui échoua rapidement. Tombé gravement malade, Carden dut céder le commandement à de Robeck qui transféra sa marque sur le cuirassé HMS Queen Elizabeth au mois de mars. Une nouvelle attaque eut lieu le 18 mars et fut à deux doigts de réussir, car les batteries turques à terre étaient presque à court de munitions, mais les mines posées dans le détroit entraînèrent la perte de trois cuirassés alliés. De Robeck, ne voulant pas perdre davantage de vaisseaux, annula l'opération.
Le 25 avril, les troupes du général Ian Hamilton débarquèrent au cap Helles, à l'extrémité de la péninsule de Gallipoli, et dans la baie ANZAC, sur la côte ouest de la péninsule. Les forces ottomanes, conseillées par les Allemands, avaient mis à profit les deux mois qui s'étaient écoulés depuis la première offensive navale pour renforcer leurs défenses au sol afin de s'opposer à un éventuel débarquement terrestre. De fait, les premiers assauts conduits par le corps expéditionnaire franco-anglais n'eurent pas le succès escompté et une nouvelle tentative dans la baie de Suvla en août 1915 fut également repoussée. À la suite de cet échec, le commodore Roger Keyes, chef d'état-major de de Robeck, plaida en faveur d'une troisième offensive navale dans le détroit, mais de Robeck y était opposé et l'Amirauté trancha en faveur de celui-ci. La campagne terrestre, tout comme les opérations sur mer, se solda sur une impasse et de Robeck, nommé chevalier commandant de l'ordre du Bain pour sa participation à la campagne de Gallipoli le 1er janvier 1916, supervisa l'évacuation des troupes d'Hamilton de la péninsule dans la nuit du 8 janvier.
Par la suite, il commanda successivement la 3e escadre de bataille de la Grand Fleet en mai 1916, arborant sa marque sur le cuirassé HMS Britannia, et la 2e escadre de bataille en novembre de la même année, son navire amiral étant cette fois le cuirassé HMS King George V. Il fut promu au grade de vice-amiral le 17 mai 1917.

### Après la guerre
Nommé chevalier grand-croix de l'ordre de Saint-Michel et Saint-George le 1er janvier 1919, de Robeck devint en juillet de la même année commandant en chef de la flotte de Méditerranée et haut commissaire britannique en Turquie, affichant sa marque sur le cuirassé HMS Iron Duke. Créé baronnet le 29 décembre suivant, il fut fait amiral le 24 mars 1920. Il fut par ailleurs élevé au rang de grand-croix de l'ordre du Bain le 1er janvier 1921 et occupa les fonctions de commandant en chef de la flotte de l'Atlantique à partir du mois d'août 1922 ; il prit sa retraite en août 1924.
Retiré du service, de Robeck devint président du Marylebone Cricket Club. S'étant vu décerner la grand-croix de l'ordre royal de Victoria en novembre 1925, il fut promu amiral de la flotte le 24 de ce mois. Il mourut à son domicile le 20 janvier 1928 à Londres.

## Vie privée
Il épousa en 1922 Hilda Lockhart, veuve de Simon Macdonald Lockhart, 5e baronnet. Le couple n'eut pas d'enfant.